# Lidón Muñoz
Lidón Muñoz del Campo (Castellón de la Plana, 3 de diciembre de 1995) es una exnadadora y médica española. Forma parte del Club Natació Sant Andreu. Empezó a competir a los 7 años en el Club Natación Castalia de Castellón, en el que estuvo hasta la temporada 2011/12. Posteriormente se trasladó a Cataluña para entrenar en el CAR de Sant Cugat y entró en el Club Esportiu Mediterrani. Su entrenador es Jordi Jou. Es graduada en Medicina por la Universidad Autónoma de Barcelona y actualmente trabaja como médica interna residente en la especialidad de aparato digestivo en el Hospital Universitario Germans Trias i Pujol de Badalona.

## Trayectoria
En 2013 logró la medalla de plata en los 50 m espalda en el "meet" de Niza. En la IX Edición del Trofeo Internacional CAI-Ciudad de Zaragoza de 2014 ganó la prueba de los 100 m espalda. En el Campeonato de España de 2014 obtuvo la medalla de bronce en los 50 m espalda. En el Campeonato de España de natación de 2015 obtuvo la medalla de plata en los 100 m libres y la de bronce en los 50 m libres. En el Campeonato de España Open Primavera de 2015 fue la segunda mejor española en la prueba de los 200 m libres. En el Campeonato de España de natación de invierno disputado en diciembre en Gijón logró el oro en los 200 m libres.
En el Campeonato de España Absoluto de Invierno de 2016 logró un total de ocho medallas, de ellas cuatro individuales (un oro, una plata y dos bronces). El oro individual lo obtuvo en los 50 metros mariposa. Con el relevo del CN Sant Andreu, formado por Muñoz, Ana Alonso, Marta González y África Zamorano, logró establecer un nuevo récord de España en la prueba de 4 × 200 m libres, parando el crono en 7:51.87. Ese mismo año participó en los Campeonatos de Europa de natación disputados en Londres y finalizó en sexta plaza en el relevo 4 × 100 m libres.

### 2017
En el Campeonato de España Absoluto Open de Primavera de 2017 celebrado en abril Pontevedra obtuvo cuatro medallas, dos de oro y dos de plata. Logró el oro en las pruebas de 200 m libres y de 50 m mariposa. Las platas las obtuvo en los 50 m y 100 m libres. En el Campeonato de España absoluto de natación de verano disputado en Tarrasa en agosto fue la nadadora con más medallas del campeonato, con un total de nueve. Logró seis medallas individuales, tres oros (50 m libres, 50 m mariposa y 200 m estilos) y tres medallas de plata (100 m y 200 m libres y 50 m espalda), y otros tres oros en relevos. En el Campeonato de España de natación de piscina corta de 2017 celebrado en noviembre en Barcelona ganó un total de 10 medallas, nueve de oro y una plata, y estableció dos récords de España. Uno en los 50 m libres, prueba en la que había establecido un nuevo récord de España en las series clasificatorias, con 24.52 s, y mejorando el anterior récord de Fátima Gallardo de 2015. El segundo récord nacional lo logró en la prueba de 4 × 100 m libres, junto a África Zamorano, Jessica Vall y Alba Guillamón, con un tiempo de 3:57.77 que superaba el establecido por la selección española en el Campeonato Mundial de Natación en Piscina Corta de 2012. Tras estos resultados fue seleccionada por la Real Federación Española de Natación para participar en el Campeonato Europeo de Natación en Piscina Corta de 2017. Logró cuatro medallas de oro individuales (50 m y 100 m mariposa, y 50 m y 100 m libres) y una plata individual (200 m libres), y cinco oros en relevos (4 × 50 m y 4 × 100 m estilos, y 4 × 50 m, 4 × 100 m y 4 × 200 m libres).

## Vida privada
Está casada con el exnadador Juanmi Rando, con quien contrajo matrimonio el 24 de septiembre de 2023.